# Лундеберг, Амалия
Мария Амалия Фредрика Лундеберг (швед. Maria Amalia Fredrika Lundeberg; 1816, Стокгольм — 1857, там же) — шведская писательница, одна из первых в Швеции женщин — авторов путевых заметок.

## Биография и творчество
Амалия Лундеберг родилась в 1816 году в Стокгольме. О раннем этапе её жизни известно немного. По её собственным словам, она была брошена вскоре рождения и воспитывалась в приёмной семье. Она владела английским и немецким языками и зарабатывала на жизнь их преподаванием. В качестве гувернантки, компаньона и учительницы она много путешествовала по Европе, побывав, в частности, в Дании, Германии, Швейцарии, Франции и Италии.
В 1846 году она вернулась в Стокгольм, где хотела открыть собственную школу для девочек. Это у неё не получилось, и тогда, в поисках средств к существованию, она опубликовала книгу путевых заметок «Minnen från åtskilliga länder eller bref till en barndomsvän» (1848). Стиль повествования отличается некоторой наивностью, а ряд эпизодов вызывает сомнения в их правдивости. Однако часть, посвящённая Италии, даёт настоящий обзор итальянских городов и сёл, а также культурной жизни страны. Амалия Лундеберг была первой шведкой, опубликовавшей рассказ о путешествии в Италию.
Известно, что Амалия Лундеберг была рьяной сторонницей католицизма. С 1846 по 1848 год она написала несколько открытых писем, вызвавших бурную полемику. Так, она критиковала принятое в Швеции отношение к свободе вероисповедания и призывала к учреждению лютеранских монастырей, считая монастырскую жизнь достойным способом для женщин обеспечить своё существование. В своих путевых заметках Лундберг также восхищается католической литургией и выражает желание уйти в монастырь.
Помимо сочинений религиозного характера, Амалия Лундберг написала несколько стихотворений, которые затем были положены на музыку. Кроме того, она опубликовала несколько книг на французском, которые, судя по титульным листам, представляли собой её переводы собственных произведений, хотя их тексты отличались от шведского оригинала.
Амалия Лундеберг умерла в 1857 году.